# Anoectochilus
Anoectochilus é um género botânico pertencente à família das orquídeas (Orchidaceae).

## Espécies
O gênero Anoectochilus possui 43 espécies reconhecidas atualmente.

## Bibligrafia
- L. Watson and M. J. Dallwitz, The Families of Flowering Plants, Orchidaceae Juss.